# Podlužany (Trenčín)
Podlužany (in ungherese: Bánluzsány) è un comune della Slovacchia facente parte del distretto di Bánovce nad Bebravou, nella regione di Trenčín.